# Miconia amabilis
Miconia amabilis är en tvåhjärtbladig växtart som beskrevs av Célestin Alfred Cogniaux. Miconia amabilis ingår i släktet Miconia och familjen Melastomataceae. Inga underarter finns listade i Catalogue of Life.